# Брихи
Брихи (пол. Brychy) — село в Польщі, у гміні Радзілув Ґраєвського повіту Підляського воєводства.
Населення — 74 особи (2011).
У 1975-1998 роках село належало до Ломжинського воєводства.

## Демографія
Демографічна структура станом на 31 березня 2011 року:
|          | Загалом | Допрацездатний вік | Працездатний вік | Постпрацездатний вік |
| -------- | ------- | ------------------ | ---------------- | -------------------- |
| Чоловіки | 34      | 8                  | 23               | 3                    |
| Жінки    | 40      | 13                 | 18               | 9                    |
| Разом    | 74      | 21                 | 41               | 12                   |